# Christian de Castries
Christian Marie Ferdinand de la Croix de Castries (11 tháng 8 năm 1902 – 29 tháng 7 năm 1991) là một sĩ quan chỉ huy người Pháp bị bắt sống tại trận Điện Biên Phủ năm 1954. Tại Việt Nam, Christian de Castries thường được viết Tướng Đờ Cát, hay Đờ Ca-xtơ-ri.
Christian de Castries sinh 11 tháng 8 năm 1902, xuất thân từ một gia đình danh giá ở Pháp theo binh nghiệp từ lâu. Năm 19 tuổi, Christian de Castries nhập ngũ. Ông đã được học Trường Kỵ binh Saumur vào năm 1926 và được phong hàm sĩ quan nhưng sau đó ông đã xin nghỉ để theo môn thể thao đua ngựa. Sau khi tái gia nhập quân ngũ vào thời kỳ Chiến tranh thế giới thứ hai, ông đã bị bắt năm 1940 và đã trốn thoát trại tù binh của Đức năm 1941 và tham gia chiến đấu với lực lượng Đồng Minh ở Bắc Phi, Ý, Nam Pháp và Nam Đức.
Năm 1946 Castries lên hàm thiếu tá và đã được phái đến Đông Dương thuộc Pháp. Sang Đông Dương năm 1946, ban đầu De Castries chỉ huy đơn vị kị binh Maroc và nhanh chóng nổi tiếng vì xông xáo trận mạc. Theo báo France-soin số ra ngày 10 tháng 5 năm 1954 cho biết, trong thời gian tham chiến tại Việt Nam, De Castries đã chỉ huy nhiều cuộc hành quân bình định vùng Hưng Yên, Ninh Bình và đã chiến đấu ở Nho Quan.
Đầu năm 1951, sau khi trở về nước Pháp học xong bổ túc tại Trường Quân sự Saint Syr và được đề bạt trung tá, ông trở lại Đông Dương. Ông được cử làm chỉ huy trưởng Binh đoàn cơ động Maroc (Groupement Mobile des Tabors) nhưng không lâu sau ông bị thương do xe cán phải mìn và được đưa về Pháp chữa trị. De Castries bị thương nặng gãy hai chân, từ đó phải đi khập khiễng và phải chống gậy. Chức vụ Chỉ huy trưởng GM Tabors được giao lại cho phó của ông là Trung tá Leve.
Năm 1952, sau khi phục hồi sức khỏe, ông trở lại Việt Nam với hàm đại tá. Tháng 12 năm 1953, ông được giao nhiệm vụ phòng thủ ở Điện Biên Phủ với chức vụ chỉ huy trưởng tập đoàn cứ điểm. Ông là người chỉ huy cao nhất tại tập đoàn cứ điểm, chống trả cuộc bao vây kéo dài 8 tuần của Quân đội Nhân dân Việt Nam trong trận Điện Biên Phủ và được thăng hàm chuẩn tướng tại mặt trận vào ngày 16 tháng 4 năm 1954. Tuy nhiên, đến ngày 7 tháng 5, Quân đội Nhân dân Việt Nam đã đánh bại lực lượng quân Pháp và đồng minh tại tập đoàn cứ điểm, trên thực tế đã kết thúc Chiến tranh Đông Dương cũng như sự hiện diện của quân đội Pháp tại Đông Nam Á. Castries đã bị bắt làm tù binh trong 4 tháng trong lúc hiệp định đình chiến đang được các bên liên quan thương thảo ở Genève, Thụy Sĩ.
Ông rời quân ngũ năm 1959 và qua đời ngày 29 tháng 7 năm 1991 tại Paris, Pháp;

## Khi bị đánh bại
Sau khi ra tù, cũng như trước khi rời quân ngũ Pháp, Chistian de Castries nói về tướng Võ Nguyên Giáp cho rằng:
"Tướng Giáp không những giỏi về chỉ huy đánh du kích mà còn giỏi cả về chỉ huy trận địa chiến, chỉ huy tác chiến hiệp đồng binh chủng, và cả về nghi binh đánh lừa tình báo đối phương”
"Tôi thừa nhận Tướng Giáp rất sành sỏi binh nghiệp và khôn ngoan hơn, tài giỏi hơn tôi đã đành, mà còn hơn cả tướng Cogny và tướng Navarre. Tôi hân hạnh được làm đối thủ của Tướng Giáp, được làm kẻ chiến bại trực tiếp của một người tài giỏi như Tướng Giáp. Tôi ngưỡng mộ và kính phục ông”

## Thông tin thêm
Vào đúng ngày Giải phóng thủ đô (10/10/1954), Chủ tịch Ủy ban quân chính Tp.Hà Nội - thiếu tướng Vương Thừa Vũ, tư lệnh đại đoàn 308 (đơn vị tham gia chiến dịch Điện Biên Phủ) đã tặng chiếc gậy cấp tá của De Castries cho giáo sư Đặng Văn Ngữ. Sau nhiều năm lưu giữ, giáo sư Đặng Văn Ngữ trao lại kỷ vật này cho Bảo tàng lịch sử quân sự. Cây gậy của tướng De Castries là một trong số ít kỷ vật của vị tướng bại trận được lưu giữ tại Việt Nam.